# 藤原経定
藤原 経定（ふじわら の つねさだ）は、平安時代後期の公卿。藤原北家大炊御門家、大納言・藤原経実の子。官位は正三位・権中納言。

## 家嫡となれなかった経定
藤原経実の長男であり懿子の兄であったが、生母の実家の差から昇進が遅く、家は藤原公実の娘である藤原公子を母とする弟・経宗が継いだ。また、保元の乱の直前に薨去したことになる。

## 経歴
以下、『公卿補任』、『尊卑分脈』の内容に従って記述する。
- 天仁2年（1109年）1月6日、叙爵。
- 永久4年（1116年）1月30日、加賀権介に任ぜられる。
- 保安3年（1122年）8月27日、昇殿を許される。同年9月8日、右兵衛佐に任ぜられ、同年12月22日には右少将に任ぜられる。
- 保安4年（1123年）1月22日、加賀権介を兼ね、同月28日には新帝の昇殿を許される。同年11月6日、備中介に改めて任ぜられ、同月17日、従五位上に昇叙。
- 大治元年（1126年）1月5日、正五位下に昇叙。
- 大治3年（1128年）1月5日、従四位下に昇叙。同月24日、改めて右少将に任ぜられ、4月7日には左少将に遷る。
- 大治4年（1129年）1月24日、肥後介を兼ねる。
- 長承2年（1133年）1月5日、従四位上に昇叙。
- 長承3年（1134年）2月22日、備中権介を兼ね、同年3月7日には右中将に任ぜられ中宮権亮を兼ねる。
- 保延4年（1138年）11月17日、蔵人頭に任ぜられる。
- 保延5年（1139年）12月、妹・懿子が従一位左大臣源有仁の養子として雅仁親王の添臥となった。
- 保延6年（1140年）3月27日、美作権守を兼ねる。
- 保延7年（1141年）12月2日、参議に任ぜられる。右中将は元の如し。
- 永治2年（1142年）1月23日、讃岐権守を兼ねる。
- 康治2年（1143年）、懿子と雅仁親王との間に守仁親王が誕生した。
- 久安3年（1147年）1月5日、従三位に叙される。
- 久安5年（1149年）8月28日、伊予権守を兼ねる。同年22日、正三位に昇叙。
- 久安6年（1150年）10月20日、権中納言に任ぜられる。
- 久寿3年（1156年）1月28日[2]、薨去[3]。

## 系譜
- 父：藤原経実（1068-1131）
- 母：藤原通俊の娘
- 妻：藤原通季の娘
- 妻：源仲政の娘
- 妻：家女房
  - 男子：藤原頼定（?-1181）
- 生母不明の子女
  - 男子：藤原定雅
  - 男子：藤原成定
  - 男子：乗信
  - 男子：玄利
  - 男子：行乗
  - 男子：行真